# Cayo Boca Chica
Cayo Boca Chica (en inglés: Boca Chica Key) es una isla en la parte inferior de los Cayos de la Florida a unos 3 kilómetros al este de la isla de Key West (Cayo occidental). Entre el Canal de Boca Chica y el Canal de Shark.
La autopista U.S 1 (o la Autopista de ultramar) cruza el cayo al este de Key West.
La isla se compone principalmente de marismas (manglares), aunque en ella se ubica también la mayor estación aérea naval (NAS Key West) del sur del estado de la Florida, en Estados Unidos.